# Lasioglossum goniurum
Lasioglossum goniurum är en biart som först beskrevs av Cockerell 1937.  Lasioglossum goniurum ingår i släktet smalbin, och familjen vägbin. Inga underarter finns listade i Catalogue of Life.